# Gare de Beauvoir-sur-Niort
Gare de Beauvoir-sur-Niort vasútállomás Franciaországban, Beauvoir-sur-Niort településen.

## Vasútvonalak
Az állomást az alábbi vasútvonalak érintik:
- Chartres–Bordeaux-vasútvonal

## Kapcsolódó állomások
A vasútállomáshoz az alábbi állomások vannak a legközelebb:
- Gare de Marigny
- Gare de Prissé-la-Charrière